# 2020 في رواندا
أحداث عام 2020 في رواندا.

## الحكم
- الرئيس : بول كاغامه
- رئيس الوزراء : إدوارد نجيرينتي

## الأحداث
- 14 آذار - تم تأكيد أول حالة إصابة إصابةبفيروس كورونا في البلاد.[1]
- 31 أيار - أكدت البلاد أول حالة وفاة بفيروس كورونا.[2]
- 26 آب - التقى وفدا رواندي وبوروندي بقيادة العميد فنسنت نياكاروندي والعقيد إرنست موسابا، على التوالي، في نيمبا لمناقشة القضايا الأمنية والتجارية التي طال أمدها.وقد قام بتسهيل الاجتماع العقيد ليون ماهونجو من آلية التحقق المشتركة الموسعة، وهي عنصر من عناصر المؤتمر الدولي لمنطقة البحيرات الكبرى.[3]
- 21 كانون الأول - رواندا تعزز قواتها الأمنية في جمهورية أفريقيا الوسطى.[4]

## حالات الوفاة
- 31 أغسطس - إدوارد كاريميرا، 69 عاماً، سياسي ومجرم حرب مُدان.[5]

- 2020 in East Africa
- جائحة فيروس كورونا في أفريقيا 2020